# 5923 Лідеке
5923 Лідеке (5923 Liedeke) — астероїд головного поясу, відкритий 26 листопада 1992 року.
Тіссеранів параметр щодо Юпітера — 3,301.